# Detlef Okrent
Detlef Okrent (* 26. Oktober 1909 in Rostock; † 24. Januar 1983 in Leverkusen) war ein deutscher Hockeyspieler und SS-Richter.
Detlef Okrent spielte für den Rostocker THC. Der Verteidiger bestritt sein einziges Länderspiel in der deutschen Hockeynationalmannschaft bei den Olympischen Spielen 1936 in Berlin gegen Dänemark. Da seine Mannschaftskameraden das Finale erreichten, erhielt auch Okrent die Silbermedaille.
Detlef Okrent trat zum 1. Oktober 1933 der SS (SS-Nummer 120.075) und zum 1. Mai 1937 der NSDAP bei (Mitgliedsnummer 5.038.061). In der SS erreichte er im April 1944 den Rang eines SS-Sturmbannführers der Waffen-SS. Als SS-Divisionsrichter der 2. SS-Panzer-Division „Das Reich“ war Okrent mit der Untersuchung des Massakers von Oradour beauftragt, stellte das Verfahren aber ergebnislos ein. Nach dem Krieg wurde Okrent verschiedentlich als Zeuge vernommen, eine Anklage gegen ihn persönlich wurde nicht erhoben.